# Геологія Киргизстану
Геологія Киргизстану
Територія Киргизстану розташована в межах Урало-Монгольського геосинклінального поясу. За особливостями геологічної будови виділяють Північно-Тянь-Шаньську область каледонської складчастості, Південно-Тянь-Шаньську — герцинської складчастості і розташовану між ними Серединно-Тянь-Шаньську — каледонсько-герцинської складчастості.
- Північно-Тянь-Шаньська область відрізняється широким розвитком допалеозойських і нижньопалеозойських магматичних і осадово-вулканогенних утворень. Архей-протерозойські кристалічні породи фундаменту утворюють великі підняті брили і мають потужність до 5-14 км. У ранньому палеозої (кембрій-ордовик) регіон являв собою складну геосинклінальну систему, що включає ряд прогинів і підняття. Для каледонід Північного Тянь-Шаню характерні лінійний (субширотне простягання) тип складчастості і численні розривні порушення. Складчасті споруди каледонід розділені глибинними розломами. Широко представлені інтрузії каледонської епохи — основні і ультраосновні, плагіограніт-ґранодіорит-монцонітові та гранітоїдні (орогенного типу). Тут відомі родовища і численні рудопрояви кольорових і рідкісних металів. Більшість з них пов'язана з пізньопалеозойським магматизмом, хоч відомі вияви каледонської і давнішої металогенії (мідь, олово, молібден та інші).

- Серединно-Тянь-Шаньська область сформована на ранньодокембрійській кристалічній основі. З каледонідами Північного Тянь-Шаню вона межує по глибинних розломах «Головної структурної лінії Ніколаєва», а з герцинідами Південного Тянь-Шаню — по Ат-Баши-Інильчекському та Південно-Ферганському глибинним насувам. Каледонські тектонічні рухи в Середньому Тянь-Шані призвели до загального підняття регіону і місцями слабкої складчастості. З орогенічними рухами в середньому-пізньому карбоні і пермі пов'язане впровадження інтрузій монцоніт-ґранодіоритів, ґранодіоритів і лейкогранітів, з вендськими тилітовими товщами — залізні руди, з вуглецево-кременистими сланцями нижнього палеозою — рідкіснометалічна мінералізація. У зонах дроблення і окварцювання зустрічаються руди молібдену, вольфраму, олова і стибію.

- Південно-Тянь-Шаньська область складена осадовими і вулканогенними породами середнього і верхнього палеозою. Характерне субширотне і північно-східне простягання структур з різкими вигинами в районі Східної Фергани. Інтрузивні породи порівняно менш поширені. Основні корисні копалини — руди стибію, ртуті, олова, вольфраму; відомі численні прояви свинцю, бісмуту, арсену та інш. корисні копалини.

Мезозойсько-кайнозойський до еоцену включно структурний поверх складений утвореннями платформного чохла. У олігоцені починається етап епіплатформного орогенезу, протягом якого сформовані сучасні гірські хребти і міжгірські западини, що їх розділяють (Ферганська, Наринська, Іссик-Кульська), а також Чуйський прогин з накопиченням уламкових континентальних відкладів (молас). Мезозойсько-кайнозойські відклади вміщають родов. вугілля (юра), поклади нафти і газу (крейда-палеоген), кам. солі, гіпсу, глаубериту (міоцен), будматеріалів, мінеральних вод і інш.